# Pontehuitz
Pontehuitz es una localidad del municipio de Larráinzar ubicado en la región de Los Altos del estado mexicano de Chiapas.

## Geografía
La localidad de Pontehuitz se sitúa en las coordenadas geográficas 16°56′47″N 92°44′33″O / 16.946389, -92.742500, a una elevación de 1,662 metros sobre el nivel del mar.

## Demografía
Según el Censo de Población y Vivienda 2020, efectuado por el Instituto Nacional de Estadística y Geografía, la localidad de Pontehuitz tiene 402 habitantes, de los cuales 188 son del sexo masculino y 214 del sexo femenino. Su tasa de fecundidad es de 1.9 hijos por mujer y tiene 87 viviendas particulares habitadas.
| Gráfica de evolución demográfica de Pontehuitz entre 1910 y 2020 |
|                                                                  |
| INEGI.                                                           |